# Мамай, Жанболат
Жанболат Мамайулы Мамай (род. 15 июля 1988, Алма-Ата, Казахская ССР, СССР) — казахстанский журналист и оппозиционный политик, лидер незарегистрированной Демократической партии Казахстана, редактор газеты «Трибуна». Принимал активное участие в протестах 2011 года в Мангистауской области, а также в протестах 2022 года, охвативших весь Казахстан.

## Биография
Происходит из рода алаша племени байулы. 
Мамай родился в Алма-Ате в семье учителей. В 2007 году прошёл стажировку в Афинском университете. Затем Мамай продолжил обучение в Казахском университете международных отношений и мировых языков имени Абылай хана на факультете английской филологии.
Работал в газете «Жас Алаш». В своих статьях Мамай поднимал острые социальные проблемы и вопросы коррупции среди высокопоставленных чиновников. В серии материалов «Миллиардеры. Кто они?» Мамай осуждал тех, кто грабит своих граждан и несправедливо наживается на огромных прибылях.

## Политическая деятельность

### Протесты 2011 года и арест
В июне 2012 года, после Жанаозенской резни, Мамай был арестован по обвинению в «возбуждении социальной розни» из-за участия в забастовке нефтяников. Он лично освещал и комментировал публикации о правах протестующих нефтяников и критиковал власти в отношении преследования протестующих нефтяников, ссылаясь на Конституцию Республики Казахстан и международные законы, ратифицированные Казахстаном и гарантирующие гражданам право на мирные митинги и протесты. Несколько месяцев он провел в тюрьме. Мамай был освобожден 13 июля 2012 года.

### Газета «Трибуна»
С сентября 2012 года Мамай возглавил независимую газету «Трибуна», в которой публиковались критические материалы в отношении действующей власти и ряда чиновников. Главной темой газеты стало соблюдение прав и свобод граждан Казахстана. Таким образом, газета поддержала Макса Бокаева и Талгата Аяна, правозащитников и гражданских активистов, осужденных на 5 лет лишения свободы за участие в мирной акции протеста.
За период своего существования издание неоднократно подвергалось судебным искам за свои публикации. Несколько раз «Трибуна» не могла оплатить судебные иски, закрывалась, а затем выходила под другим именем, сохраняя свою политику.

### Арест и суд
10 февраля 2017 года в Алма-Ате в редакции газеты «Трибуна», в квартире Мамая и его родственников, у бухгалтера газеты и учредителя издательства газеты Иманбая, а также в доме политика Тулеген Жукеева были проведены обыски в рамках оперативно-розыскных мероприятий, проводимых Национальным антикоррупционным бюро по факту предполагаемого хищения денежных средств в БТА Банке. Мамай подозревался в совершении уголовного преступления, однако свою вину он отрицал и 11 февраля сделал заявление о том, что считает своё преследование политически мотивированным. Поздним вечером, 11 февраля следственный судья Байдаулетова огласила решение об аресте Мамая на два месяца на период следствия, а 20 февраля апелляционная коллегия по гражданским делам Алматинского городского суда оставила это решение в силе. Мамая поместили в следственный изолятор.
21 февраля после встречи Мамая с его адвокатом Жанарой Балгабаевой стало известно, что 17 февраля без объяснения причин он был переведен из карантинной камеры СИЗО в камеру, где осужденные отбывали наказание за особо тяжкие преступления. В своей камере Мамай сообщил, что его избивали до потери сознания, о чём свидетельствовали ссадины и синяки на теле, которые были видны во время посещения спецпрокурором по надзору за местами содержания под стражей. Мамаю также поступали угрозы вымогателей, которые требовали сумму в 2 миллиона тенге, которая впоследствии была уменьшена до 200 тысяч тенге. Позвонив из камеры на телефон жены Мамая Инге Иманбай, которой угрожали расправой. Кроме того, вымогатели потребовали от Мамая отказаться от политики.
7 сентября 2017 года суд запретил Мамаю заниматься журналистикой на 3 года.

### Протесты 2022 года и новый арест
2 января 2022 года Мамай через социальные сети призывал жителей Алма-Аты выходить на площадь Республики. Позже его задержали за участие в акциях протеста.
7 января 2022 года, находясь в центре Алма-Аты, Жанболат Мамай был сильно избит протестующими, которые кричали ему: «умри, предатель». Один парень с сапёрной лопаткой отбивал Жанболата как мог, но один нападающий очень сильно ударил его щитом по голове. Как пишет Айдос Садыков в телеграм-канале «БАСЕ»: Жанболат «был наполовину в отключке, а выглядел он так, что его трудно было узнать. Лицо опухшее и в крови. Если бы не тот парень с лопаткой, его бы, скорей всего там и убили».
25 февраля 2022 года Мамая обвинили в организации несанкционированного митинга 13 февраля в память о жертвах январских событий в Казахстане и приговорили его к 15 суткам ареста.
16 марта 2022 года стало известно, что он заключён под стражу по обвинениям по части второй статьи 378 (оскорбление представителя власти) и части второй статьи 274 (распространение заведомо ложной информации) уголовного кодекса Казахстана.